# 최일화 (배우)
최일화(1959년 6월 19일 ~ )는 대한민국의 배우이다.

## 학력
- 동산중학교 졸업
- 동산고등학교 졸업

## 출연작

### 드라마
- 2003년 SBS 대하드라마 《야인시대》
- 2005년 SBS 미니시리즈 《패션 70's》 ... 김홍석 장군 역
- 2005년 KBS2 미니시리즈 《황금사과》 ... 경숙 부, 천동 역
- 2006년 MBC 단막극 《MBC 베스트극장 - 봄行》 ... 강필수 역
- 2006년 MBC 미니시리즈 《늑대》 ... 백상록 역
- 2006년 SBS 드라마 스페셜 《연인》 ... 강 회장 역
- 2006년 KBS2 단막극 《드라마시티 - 쓰리(3)의 전설》 ... 박필도 역
- 2007년 KBS2 농촌드라마 《산 너머 남촌에는》 ... 김영곤 역
- 2007년 MBC 미니시리즈 《히트》 ... 강남경찰서 강력계 장용하 경사 역
- 2007년 MBC 미니시리즈 《커피프린스 1호점》 ... 한결 부 역
- 2007년 KBS2 미니시리즈 《인순이는 예쁘다》 ... 유병국 역
- 2007년 KBS1 TV소설 《아름다운 시절》 특별출연
- 2009년 tvN IPTV 드라마/금요드라마 《미스터리형사》 백곰 역
- 2009년 SBS 드라마 스페셜 《시티홀》 ... 빅브라더 최동규 총재(통일자주당/전.국회의장) 역
- 2009년 KBS1 일일연속극 《다함께 차차차》
- 2010년 KBS1 주말특별기획 《명가》 ... 최동량 역
- 2010년 MBC 창사특별기획 《동이》 ... 서정호 역(특별출연)
- 2010년 KBS2 미니시리즈 《신데렐라 언니》 ... 홍 회장 역
- 2010년 KBS2 미니시리즈 《제빵왕 김탁구》 ... 박춘배 역
- 2010년 KBS1 특집드라마 《자유인 이회영》 ... 기무라 엔도 역
- 2010년 KBS2 단막극 《KBS 드라마 스페셜 - 나는 나비》 ... 최병우 역
- 2010년 SBS 드라마 스페셜 《대물》 ... 김명환 산호그룹회장 역
- 2011년 KBS2 주말연속극 《사랑을 믿어요》 ... 승우 부, 한상복 역
- 2011년 KBS2 미니시리즈 《드림 하이》 ... 진국 부, 현무진 역
- 2011년 SBS 드라마 스페셜 《시티헌터》 ... 김종식 역(특별출연)
- 2011년 tvN 미니시리즈 《버디버디》 ... 제이 박 역
- 2011년 KBS2 미니시리즈 《포세이돈》 ... 김선우 부 역
- 2011년 KBS1 대하드라마 《광개토태왕》 ... 타다르 역
- 2011년 SBS 대기획 《뿌리깊은 나무》 ... 김종서 역
- 2011년 TV조선 주말연속극 《고봉실 아줌마 구하기》 ... 서준석 역
- 2012년 SBS 드라마 스페셜 《부탁해요 캡틴》 ... 홍인태 역
- 2012년 TV조선 미니시리즈 《한반도》 ... 박정표 역
- 2012년 MBC 아침드라마 《천사의 선택》 ... 최지학 역
- 2012년 KBS1 일일연속극 《별도 달도 따줄게》 ... 병원장 역(특별출연)
- 2012년 KBS1 대하드라마 《대왕의 꿈》 ... 김서현 역
- 2012년 KBS1 일일연속극 《힘내요 미스터 김》 ... 이상국 역
- 2013년 KBS2 드라마 스페셜 연작 시리즈 《동화처럼》 ... 명제 父 역
- 2013년 KBS2 수목드라마 《천명 : 조선판 도망자 이야기》 ... 조선 중종 역
- 2014년 KBS2 수목드라마 《감격시대: 투신의 탄생》 ... 설두성 역
- 2014년 TV조선 주말연속극 《백년의 신부》 ... 최일도 역
- 2014년 MBC 수목드라마 《개과천선》 ... 강신일 역
- 2014년 SBS 월화드라마 《유혹》 ... 나시찬 역
- 2014년 OCN 일요드라마 《닥터 프로스트》 ... 김한성 역(특별출연)
- 2015년 SBS 아침드라마 《황홀한 이웃》 ... 최인섭 역
- 2015년 KBS 대하드라마 《징비록》 ... 송응창 역
- 2015년 TV조선 & tvN 단막극《위대한 이야기 - 입시의 정석》 ... 오근창 역
- 2015년 KBS1 일일연속극 《가족을 지켜라》 ... 정만재 역
- 2015년 KBS2 월화드라마 《오 마이 비너스》 ... 김성철 역
- 2015년 SBS 일일연속극 《마녀의 성》 ... 문상국 역
- 2016년 KBS2 수목드라마 《오 마이 금비》 ... 고강희의 아버지 역
- 2016년 MBC 월화드라마 《불야성》 ... 서봉수 역
- 2017년 SBS 드라마 스페셜 《사임당, 빛의 일기》 ... 신명화 역(특별출연)
- 2017년 OCN 주말드라마 《터널》 ... 유성재 역(특별출연)
- 2017년 MBC 월화드라마 《투깝스》 ... 탁정환 역
- 2018년 MBN 설특집드라마 《철수씨와 02》 ... 김철수 역

### 영화
- 1999년 《이재수의 난》 ... 고삼봉 역
- 2001년 《베사메무쵸》 ... 강진석 역
- 2002년 《케이티》 ... 김대중 역
- 2002년 《와일드 카드》 ... 내사 1 역
- 2003년 《선택》 ... 안학섭 역
- 2003년 《우리 순이는 어디로 갔을까?》 ... 아빠 역
- 2004년 《철의 산》
- 2004년 《아는 여자》 ... DJ 2 역
- 2004년 《꽃피는 봄이 오면》 ... 용석 아버지 역
- 2005년 《태풍》 ... 강세종의 부, 강지상 역
- 2005년 《왕의 남자》 ... 성준 역
- 2006년 《한반도》 ... 국정원장 역
- 2006년 《아주 특별한 손님》 ... 지호 부 역
- 2007년 《우아한 세계》 ... 노 회장 역
- 2007년 《동갑내기 과외하기 레슨 2》 ... 준꼬 부 역
- 2008년 《마이 뉴 파트너》 ... 권영 역
- 2008년 《멋진 하루》 ... 사촌집 남자 2 역
- 2009년 《애자》 ... 의사 동팔 역
- 2009년 《이태원 살인사건》 ... 중필 부 역
- 2010년 《요술》 ... 중년 명진 역
- 2010년 《김종욱 찾기》 ... 고객 1 역(우정출연)
- 2010년 《당신》
- 2011년 《혈투》 ... 도영 부 역
- 2011년 《수상한 고객들》 ... 황우철 역
- 2011년 《퍼펙트 게임》 ... 현수 부 역
- 2012년 《화차》 ... 문호 부 역
- 2012년 《두번의 결혼식과 한번의 장례식》 ... 민수 부 역(우정출연)
- 2012년 《연가시》 ... 대통령 역
- 2012년 《공모자들》 ... 철수 역
- 2013년 《박수건달》 ... 배대근 역
- 2013년 《신세계》 ... 장 이사 역
- 2014년 《신의 한수》 ... 김기연 역(특별출연)
- 2015년 《간신》 ... 역적 김일손 역(특별출연)
- 2015년 《미쓰 와이프》 ... 최 회장 역(특별출연)
- 2016년 《섬. 사라진 사람들》 ... 허성구 역(특별출연)
- 2017년 《그래, 가족》 ... 문 사장 역
- 2017년 《꾼》 ... 성 의원 역

### 연극
- 2004년 《삼류 배우》
- 2012년 《미운 남자》 ... 남편 역
- 2010년 《세상에서 가장 아름다운 이별》
- 2016년 《친구야! 미안해》
- 2016년 《DMZ1584》

### MC
- 2014년 TV조선 《이것은 실화다》

### 예능
- 2009년 KBS1 《TV는 사랑을 싣고》 - 게스트
- 2017년 MBC 《미스터리 음악쇼 복면가왕》 - 아빠가 사온 무독성 크레파스 (참가자)

## 수상
- 2003년 동아연극상 연기상
- 2003년 배우협회 연기상
- 2004년 제1회 아름다운 연극상 최고의 연극인상
- 2016년 제36회 황금촬영상 촬영감독들이 뽑은 남자인기상 《간신》